# Butilhidroxianisol
Butilhidroxianisolul (BHA sau E320) este un compus organic lipofil derivat de fenol care este utilizat adesea în industria alimentară și în industria farmaceutică pentru efectul său antioxidant. Fiind lipofil, este adăugat în produsele care conțin multe grăsimi sau care sunt foarte grase, pentru a preveni râncezirea acestora.

## Obținere
Sinteza butilhidroxianisolului se poate face prin terț-butilarea hidroxianisolului sau prin reacția de metilare a terț-butil-hidrochinonei în mediu acid.